# Grand queux de France
Le grand queux de France était un officier de la Maison du roi et du Grand office de la couronne de France qui, au Moyen Âge, était chargé du fonctionnement de la cuisine royale.

## Fonctions
Le grand queux commandait tous les officiers de la cuisine et de la bouche. Il était choisi dans la noblesse.
Cet office fut supprimé en 1490, après le décès de Louis de Prie, dernier grand queux de France. Ses principales fonctions furent attribuées à l'office de grand maître.